# Estação Torre Baró - Vallbona

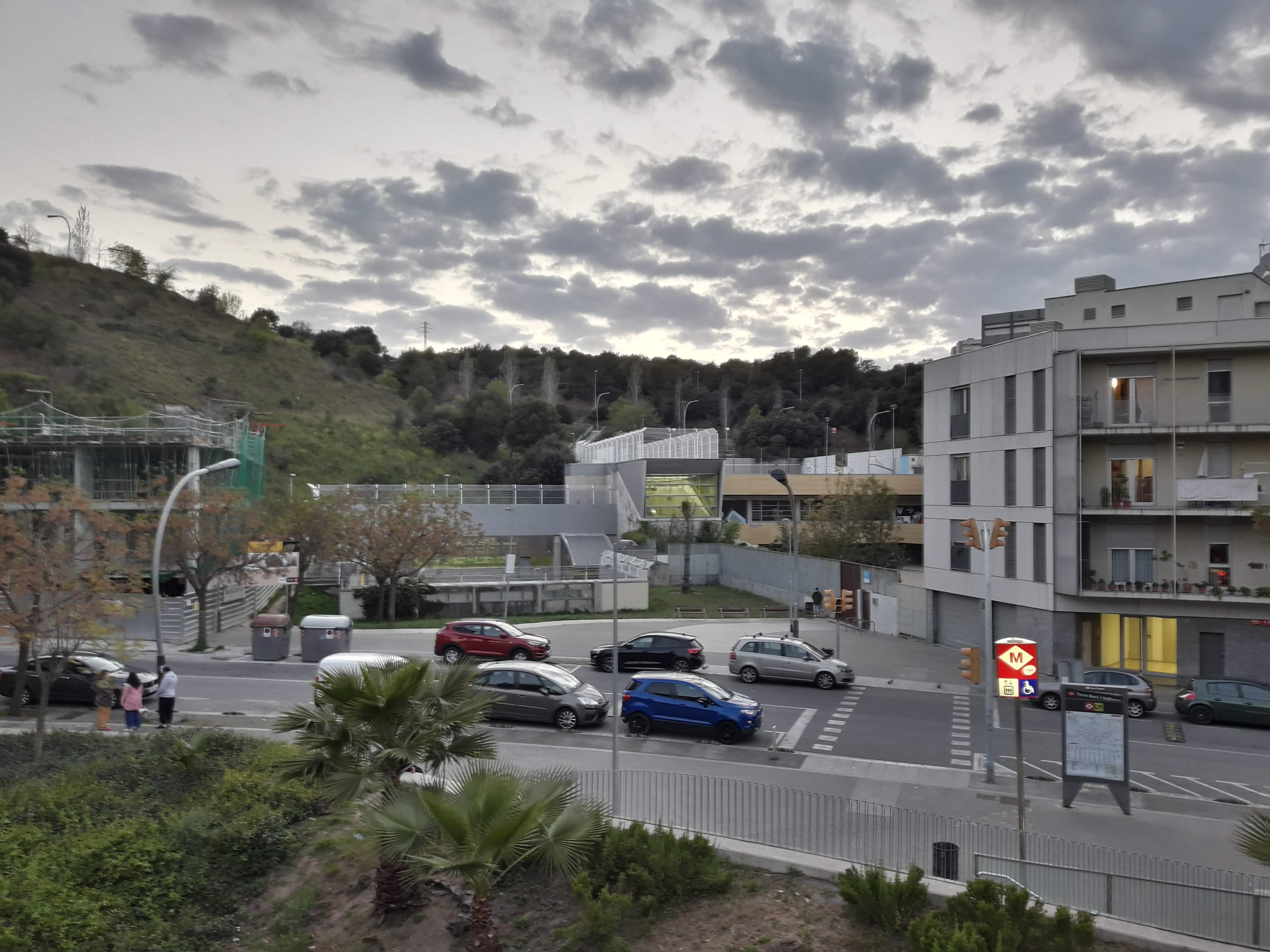
Vista da estação.

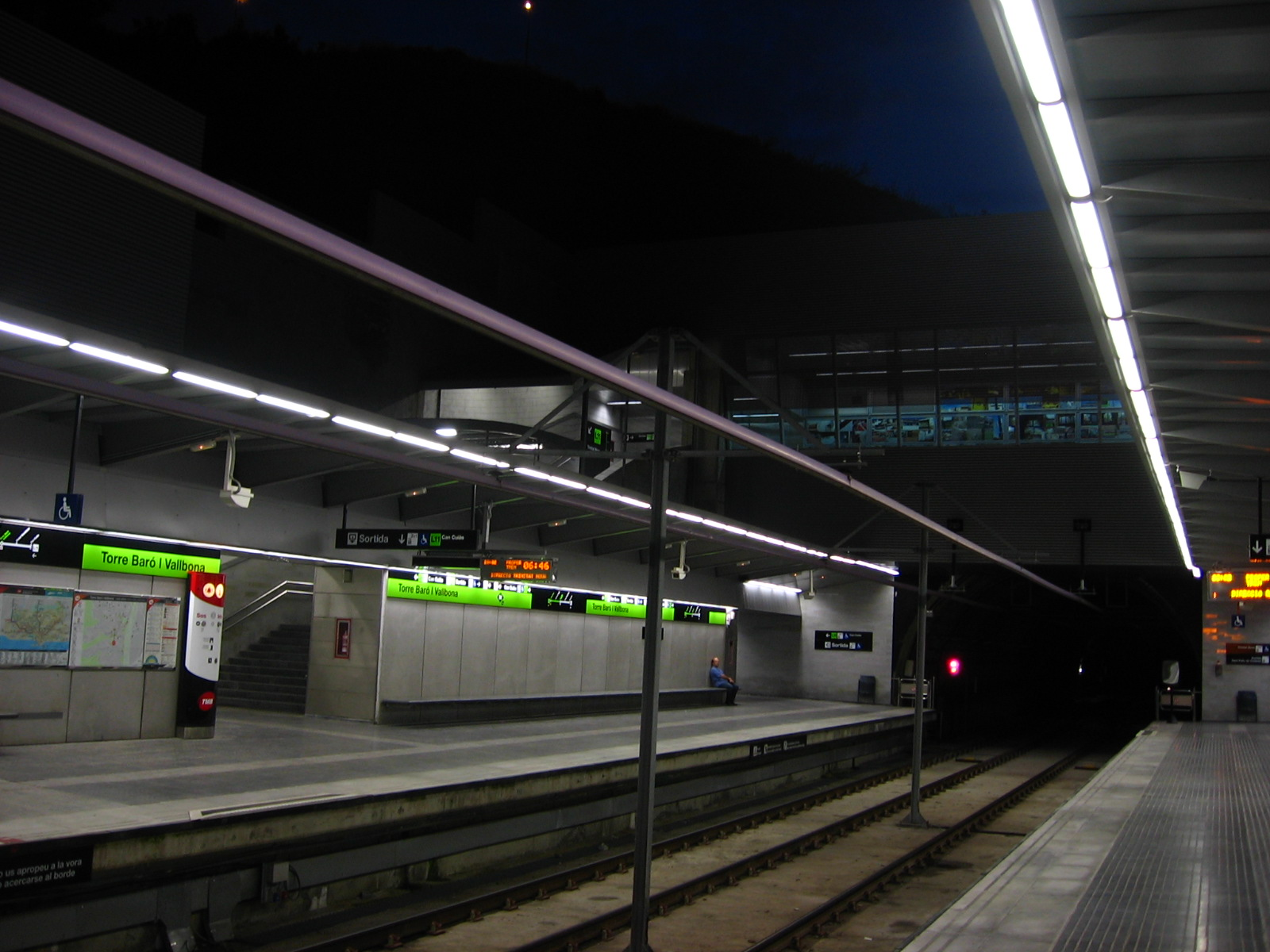
Plataforma de embarque.

Torre Baró - Vallbona é uma estação de intercâmbio ferroviário localizado nos bairros de Ciutat Meridiana e Torre Baró  no distrito de Nou Barris em Barcelona, atendendo também o distrito de Vallbona. Torre Baró | Vallbona é uma das cinco estações da linha automática L11 do metrô de Barcelona e a estação Torre del Baró é propriedade da Administrador de Infraestructuras Ferroviarias (ADIF) que está localizada na linha Manresa, onde circulam trens nas linhas R3, R4 e suburbanas. R7 e R12 regional linha de Rodalies de Catalunya operada pela Renfe Operadora.

## História
A estação que atende a linha Manresa foi construída na década de 1970, embora este ramal ferroviário tenha sido inaugurado em 1862 quando uma nova linha direta foi aberta entre Montcada e a Estació del Nord de Barcelona. Em 1855, os trens tiveram que se conectar com a linha de Girona para chegar a Barcelona (Estació de França).
A estação de metrô foi inaugurada em 2003 com a inauguração da L11, uma linha leve de metrô cujas obras de automação foram concluídas em dezembro de 2009 após a instalação de divisórias e coberturas.
Em 2016, a estação Rodalies registrou a entrada de 1 102 000 passageiros e a do Metrô 331.153.

## Acessos
- Avinguda Escolapi Càncer
- Sant Feliu de Codines